# Stelling van Cartan-Dieudonné
In de wiskunde is de stelling van Cartan-Dieudonné, genoemd naar Élie Cartan en Jean Dieudonné, een stelling over de structuur van de automorfismegroep van symmetrische bilineare ruimten. De stelling luidt:
Laat {\displaystyle (V,b)} een {\displaystyle n}-dimensionale, niet-ontaarde symmetrische bilineare ruimte zijn over een lichaam (Ned) / veld (Be) met een karakteristiek die ongelijk is aan 2. Dan is elk element van de orthogonale groep {\displaystyle O(V,b)} een samenstelling van ten hoogste {\displaystyle n} spiegelingen.